# Theodor Reuss
Albert Karl Theodor Reuss (en allemand : [ʁɔɪs] ; 28 juin 1855 – 28 octobre 1923) également connu sous son titre d'évêque néo-gnostique de Carolus Albertus Theodorus Peregrinus est un occultiste allemand, franc-maçon, Illuminati, martiniste, rosicrucien, théosophe, journaliste, chanteur et fondateur de l'Ordo Templi Orientis.

## Jeunesse
Reuss est le fils d'un aubergiste Franz Xavier Reuss et de sa femme Eva Barbara Margaret Wagner à Augsbourg. Il est un chanteur professionnel dans sa jeunesse, et est présenté à Louis II de Bavière, en 1873. Il participe à la création de Parsifal de Wagner à Bayreuth en 1882. Reuss devient plus tard correspondant de journal et voyage fréquemment en tant que tel en Angleterre, où il devient franc-maçon à la Pilger Loge No. 238 de la Grande Loge unie d'Angleterre en 1876. Il y passe aussi quelque temps comme journaliste et comme chanteur de music-hall sous le nom de scène « Charles Théodore ».
En 1876, Reuss épouse une femme de dix ans son aînée, Delphina Garbois de Dublin, et s'installe à Munich en 1878. Leur mariage est annulé pour cause de bigamie (Hergemöller, 1998). Ils ont un fils, Albert Franz Theodor Reuss (1879-1958), un zoologiste autodidacte qui vit à Berlin (Krecsák et Bohle 2008).

## Espion policier
En 1885, en Angleterre, Reuss rejoint la Ligue socialiste. Il est très impliqué en tant que bibliothécaire et secrétaire. Le 7 mai 1886, il est expulsé en tant qu'espion de la police à la solde de la police secrète prussienne. Cela se déroule dans une atmosphère sectaire, avec des tensions entre l'anarcho-communiste Josef Peukert et le bakouniniste Victor Dave où de telles accusations sont souvent portées sans fondement. Cependant, cette accusation vient des sociaux-démocrates belges, et est soulevée ici par Henry Charles. Peukert et le Gruppe Autonomie publient une réfutation de ces allégations parue dans l'Anarchiste, qui accuse également Dave d'être un espion. Cependant, en février 1887, Reuss utilise le Peukert involontaire pour retrouver Johann Neve, un trafiquant d'armes, en Belgique, qui est ensuite arrêté par la police allemande.

## Ordo Templi Orientis
En 1880, à Munich, il participe à une tentative de relance de l'Ordre bavarois des Illuminati d'Adam Weishaupt. Pendant son séjour en Angleterre, il se lie d'amitié avec William Wynn Westcott, le mage suprême de la Societas Rosicruciana in Anglia et l'un des fondateurs de l'Ordre hermétique de l'Aube dorée. Westcott fournit à Reuss une charte datée du 26 juillet 1901 pour le Rite Swedenborg de la Maçonnerie et une lettre d'autorisation datée du 24 février 1902 pour fonder un Haut Conseil en Germanie de la Societas Rosicruciana en Anglia. Gérard Encausse lui remet une charte du 24 juin 1901 le désignant Inspecteur Spécial de l'Ordre Martiniste en Allemagne. En 1888, à Berlin, il rejoint Leopold Engel de Dresde, Max Rahn et August Weinholz dans une autre tentative pour faire revivre l'Ordre des Illuminati. En 1895, il commence à discuter de la formation de l'Ordo Templi Orientis avec Carl Kellner.
Les discussions entre Reuss et Kellner n'aboutissent à aucun résultat positif à l'époque, prétendument parce que Kellner désapprouve les relations de Reuss avec Engel. Selon Reuss, lors de sa séparation définitive avec Engel en juin 1902, Kellner le contacte et les deux conviennent de procéder à l'établissement de l'Ordre des Templiers orientaux en sollicitant des autorisations pour pratiquer les différents rites de la maçonnerie de haut niveau.
L'occultiste et médecin français Gérard Encausse (peut-être mieux connu sous son pseudonyme Papus) est l'un de ces contacts. Bien que n'étant pas membre d'un ordre maçonnique régulier, il a fondé deux fraternités occultes : le groupe martiniste, l'Ordre des Supérieurs Inconnus et l'Ordre Kabbalistique Rosicrucien de la Rose-Croix. De plus, il est membre de l'Ordre hermétique de l'Aube dorée et évêque d'une église néo-gnostique, l'Église Gnostique de France. Encausse dote Reuss d'une charte du 24 juin 1901 le désignant inspecteur spécial de l'ordre martiniste en Allemagne. Il aide également Reuss dans la formation de l'Église catholique gnostique OTO en proclamant l'EGC un «enfant» de l'Église gnostique de France, qui lie l'EGC au néo-gnosticisme français.
Pendant ce temps, Westcott aide Reuss à contacter le savant maçonnique anglais, John Yarker (1833–1913). Avec ses associés Franz Hartmann et Henry Klein, il active les rites maçonniques de Memphis et Mizraim et une branche du rite écossais en Allemagne avec des chartes de Yarker. Reuss reçoit des lettres patentes en tant que Souverain Grand Inspecteur Général 33 ° du Cernau Scottish Rite de Yarker en date du 24 septembre 1902. À la même date, Yarker semble avoir délivré un mandat à Reuss, Franz Hartmann et Henry Klein pour exploiter un sanctuaire souverain 33°-95° des rites écossais, Memphis et Mizraim. Le document original n'existe pas, mais une transcription de ce mandat est publiée en 1911 dans le bulletin de Reuss, The Oriflamme, dont la publication commence en 1902. Yarker publie une charte confirmant l'autorité de Reuss pour opérer lesdits rites le 1er juillet 1904; et Reuss publie une transcription d'une charte de confirmation supplémentaire datée du 24 juin 1905. Reuss et Kellner préparent ensemble un bref manifeste pour leur Ordre en 1903, qui est publié l'année suivante dans The Oriflamme.
Lorsque Carl Kellner meurt en 1905, la direction de l'Academia Masonica de l'OTO est transférée à Reuss, et il incorpore toutes ses autres organisations sous sa bannière, développant les trois degrés de l'Academia Masonica, accessibles uniquement aux maçons, en un ensemble cohérent et autonome, un système initiatique confiné, ouvert aux hommes comme aux femmes. Il promulgue une constitution pour ce nouvel OTO élargi le 21 juin 1906 à Londres (son lieu de résidence depuis janvier 1906) et le mois suivant se proclame Outer Head of the Order (OHO). Cette même année, il publie Lingham-Yoni, qui est une traduction allemande de l'ouvrage de Hargrave Jennings, Phallism, et délivre un mandat à Rudolf Steiner (1861-1925, qui est à l'époque le secrétaire général de la branche allemande de la Société théosophique), faisant de lui un grand maître adjoint d'un chapitre et d'un grand conseil subordonnés OTO / Memphis / Mizraim appelé "Mystica Aeterna" à Berlin. Steiner fonde ensuite la Société anthroposophique en 1912 et met fin à son association avec Reuss en 1914.
Le 24 juin 1908, Reuss assiste à la "Conférence internationale maçonnique et spirite" d'Encausse à Paris. Lors de cette conférence, Reuss élève Encausse au X° de l'Ecclesia Gnostica Catholica de l'OTO et lui accorde un brevet pour établir un « Grand Conseil Général Suprême des Rites Unifiés de la Maçonnerie Ancienne et Primitive pour le Grand Orient de France et ses Dépendances à Paris ». Il reçoit peut-être en retour quelque position d'autorité dans l'Église Catholique Gnostique. Reuss nomme également le Dr Arnold Krumm-Heller (en) (Huiracocha, 1879-1949) comme son représentant officiel pour l'Amérique latine.

## Rencontre avec Aleister Crowley
Alors qu'il vit à Londres, Reuss fait la connaissance d'Aleister Crowley. En 1910, il fait de Crowley un VII° de l'OTO (parce que Crowley a reçu le 33° de Don Jesus Medina dans une loge irrégulière de rite écossais à Mexico), et en 1912, il lui confère le IX° et le nomme National Grand Master General X° pour l'OTO au Royaume-Uni de Grande-Bretagne et d'Irlande par charte du 1er juin 1912. La nomination de Crowley comprend l'autorité sur un rite de langue anglaise des degrés inférieurs (maçonniques) de l'OTO qui reçoit le nom de Mysteria Mystica Maxima, ou M∴M∴M∴. En 1913, Crowley publie une Constitution pour le M∴M∴M∴ et le Manifeste du M∴M∴M∴, qu'il remanie ensuite et publie sous le nom de Liber LII (52), le Manifeste de l'OTO. En 1913, Crowley écrit Liber XV, la messe gnostique pour l'Église catholique gnostique de Reuss. Crowley dédie également son Mystery Play The Ship (1913) et un recueil de poésie, The Giant's Thumb (1915) à Reuss. En 1913, il devient Grand Maître du Rite de Memphis-Misraïm, groupe maçonnique qui compte auparavant dans ses rangs les révolutionnaires Louis Blanc et Giuseppe Garibaldi.
En 1914, au début de la Première Guerre mondiale, Reuss quitte l'Angleterre et retourne en Allemagne. Il travaille brièvement pour la Croix-Rouge à Berlin, puis, en 1916, s'installe à Bâle, en Suisse. Là-bas, il établit une "Grande Loge Anationale et un Temple Mystique" de l'OTO et la Confrérie Hermétique de la Lumière à Monte Verità, une commune utopique près d'Ascona fondée en 1900 par Henri Oedenkoven et Ida Hofmann, qui fonctionne comme un centre pour le Progressive Underground. Le 22 janvier 1917, Reuss publie un manifeste pour cette Grande Loge Anationale, qui s'appelle "Verità Mystica". À la même date, il publie une Constitution révisée de l'OTO de 1917 (basée en grande partie sur la Constitution de Crowley de 1913 du MMM), avec un "Synopsis des diplômes" et un abrégé du "Message du Maître Therion" en annexe. Reuss tient un "Congrès national pour organiser la reconstruction de la société sur des lignes coopératives pratiques" à Monte Verità du 15 au 25 août 1917. Ce congrès comprend des lectures de la poésie de Crowley (le 22 août) et une récitation de la messe gnostique de Crowley (le 24 août). Le 24 octobre 1917, Reuss affrète une loge OTO, "Libertas et Fraternitas" à Zürich. Cette Loge se place ensuite sous la juridiction maçonnique de la Grande Loge suisse Alpina.
En 1918, Reuss publie sa traduction allemande de la messe gnostique de Crowley. Dans une note à la fin de sa traduction du Liber XV, il se désigne à la fois comme Souverain Patriarche et Primat de l'Église Gnostique Catholique, et Légat Gnostique en Suisse de l'Église Gnostique Universelle, reconnaissant Jean Bricaud (1881-1934) comme Souverain Patriarche de cette église. La publication de ce document peut être considérée comme la naissance de l'EGC Thelemic en tant qu'organisation indépendante sous l'égide de l'OTO, avec Reuss comme premier patriarche.
Reuss est clairement impressionné par Thelema. La messe gnostique de Crowley, que Reuss traduit en allemand et récite lors de son congrès national à Monte Verità, est un rituel explicitement thélémique. Dans une lettre non datée à Crowley (reçue en 1917), Reuss rapporte avec enthousiasme qu'il a lu Le Message du Maître Therion lors d'un rassemblement à Monte Verità, et qu'il traduisait Le Livre de la Loi en allemand. Il ajoute : "Laissez cette nouvelle vous encourager ! Nous vivons dans votre Œuvre ! ! !"

## Après la Première Guerre mondiale
Reuss quitte Monte Verità quelque temps avant novembre 1918. Le 10 mai 1919, Reuss publie un document "Jauge d'amitié" à Matthew McBlain Thomson, fondateur de la malheureuse "Fédération maçonnique américaine". Le 18 septembre 1919, Reuss est reconsacré par Bricaud, recevant ainsi la "Succession d'Antioche", et reconduit comme "Légat Gnostique" en Suisse pour l'Église Gnostique Universelle de Bricaud. En 1920, Oedenkoven et Hofmann abandonnent Monte Verità en 1920 pour établir une deuxième colonie au Brésil, et Reuss publie un document intitulé Le programme de construction et les principes directeurs des néo-chrétiens gnostiques : OTO
Le 17 juillet 1920, il assiste au congrès de la « Fédération mondiale de la franc-maçonnerie universelle » à Zurich, qui dure plusieurs jours. Reuss, avec le soutien de Bricaud, préconise l'adoption de la religion de la messe gnostique de Crowley comme «religion officielle pour tous les membres de la Fédération mondiale de la franc-maçonnerie universelle en possession du 18 ° du rite écossais». Les efforts de Reuss à cet égard sont un échec et il quitte le Congrès après le premier jour. Le 10 mai 1921, Reuss délivre des chartes X ° à Charles Stansfeld Jones et Heinrich Tränker pour servir respectivement de grands maîtres pour les États-Unis et l'Allemagne. Le 30 juillet 1921, Reuss publie un autre document "Gauge of Amity", cette fois à Harvey Spencer Lewis, fondateur de l'AMORC, l'organisation rosicrucienne basée à San Jose, en Californie. Reuss retourne en Allemagne en septembre 1921 et s'installe à Munich.

## Décès et succession
Il y a des raisons de croire que Reuss subit un accident vasculaire cérébral au printemps 1920, mais ce n'est pas tout à fait certain. Crowley écrit à WT Smith en mars 1943 : "le regretté OHO, après son premier coup de paralysie, s'est mis à paniquer à propos du travail en cours. . . Il a délivré à la hâte des diplômes honorifiques du Septième Degré à diverses personnes, dont certaines n'avaient droit à rien du tout et dont certaines n'étaient que des escrocs bon marché." Peu de temps après l'avoir nommé son vice-roi pour l'Australie, Crowley semble avoir correspondu avec son ami Frank (Allan) Bennett et discuté avec lui de ses doutes quant à la capacité continue de Reuss à gouverner efficacement l'Ordre.
Il semblerait que Reuss ait découvert la correspondance ; il écrit à Crowley une réponse défensive en colère le 9 novembre 1921, dans laquelle il semble s'éloigner lui-même et OTO de Thelema, ce qu'il a précédemment embrassé. Crowley répond à la lettre de Reuss le 23 novembre 1921 et déclare dans sa lettre: "C'est ma volonté d'être OHO et Frater Supérieur de l'Ordre et de me prévaloir de votre abdication - de me proclamer comme tel." Il signe la lettre " Baphomet OHO ". La réponse de Reuss n'existe pas, mais Crowley raconte dans ses Confessions que Reuss " a démissionné du poste [d'OHO] en 1922 en ma faveur ".
Cependant, il ne semble pas que Crowley ait attendu la réponse de Reuss pour assumer ses fonctions. Dans une entrée de journal du 27 novembre 1921, Crowley écrit: "Je me suis proclamé OHO Frater Superior of the Order of Oriental Templars." Reuss est décédé le 28 octobre 1923. Dans une lettre à Heinrich Tränker datée du 14 février 1925, Crowley déclare ce qui suit : « Reuss était d'humeur très incertaine et, à bien des égards, peu fiable. Au cours de ses dernières années, il semble avoir complètement perdu son emprise, accusant même Le Livre de la Loi de tendances communistes, ce qu'aucune affirmation ne pourrait être plus absurde. Pourtant, il semble qu'il ait dû être dans une certaine mesure correctement conduit, du fait qu'il a nommé vous-même et Frater Achad (Charles Stansfeld Jones), et m'a désigné dans sa dernière lettre comme son successeur." Dans une lettre à Charles Stansfeld Jones datée du Soleil en Capricorne, Anno XX (décembre 1924 - janvier 1925), Crowley déclare: "dans la dernière lettre que l'OHO m'a adressée, il m'a invité à devenir son successeur en tant qu'OHO et Frater Superior." La lettre de Reuss désignant Crowley comme son successeur comme OHO n'a pas été trouvée, mais aucune documentation crédible n'a fait surface qui indiquerait que Reuss ait jamais désigné un successeur alternatif.

## Publications
- La question matrimoniale d'un point de vue anarchiste (1887) ;
- Die Mysterien der Illuminaten (1894);
- Geschichte des Illuminaten-Ordens (1896);
- Le muss man von der Freimauerei était-il wissen ? (1901);
- Was ist Okkultismus und wie erlangt man occulte Kräfte ? (1903);
- Était l'homme de muss von Richard Wagner und seinen Ton-dramen wissen? (1903);
- Lingam-Yoni ; oder die Mysterien des Geschlechts-Kultus (1906);
- Allgemeine Satzungen des Ordens der Orientalischem Templer OTO (1906);
- Parsifal und das Enthüllte Grals-Geheimnis (1914);
- Constitution de l'Ancien Ordre des Templiers Orientaux (1917);
  - avec une introduction et un synopsis des diplômes de l'OTO
- Die Gnostische Messe' (1920);
- Das Aufbau-Programm und die Leitsätze der Gnostischen Neo-Christen (1920);
- et de nombreux articles publiés dans son périodique Oriflamme (1902-1914).